# If You Can't Stand the Heat
If You Can't Stand the Heat — одинадцятий студійний альбом британського рок-гурту Status Quo, який вийшов 27 жовтня 1978 року.

## Список композицій
1. Again and Again — 3:41
2. I'm Giving Up My Worryin' — 3:02
3. Gonna Teach You to Love Me — 3:11
4. Someone Show Me Home — 3:49
5. Long Legged Linda — 3:29
6. Oh, What a Night — 3:46
7. Accident Prone — 5:08
8. Stones — 3:53
9. Let Me Fly — 4:25
10. Like a Good Girl — 3:26

## Учасники запису
- Френсіс Россі — вокал, гітара
- Рік Парфітт — вокал, гітара
- Алан Ланкастер — бас-гітара
- Джон Колен — ударні